# Otto Stern
Otto Stern (Żory, 17 de fevereiro de 1888 — Berkeley, 7 de agosto de 1969) foi um físico estadunidense nascido na Alemanha.

## Biografia

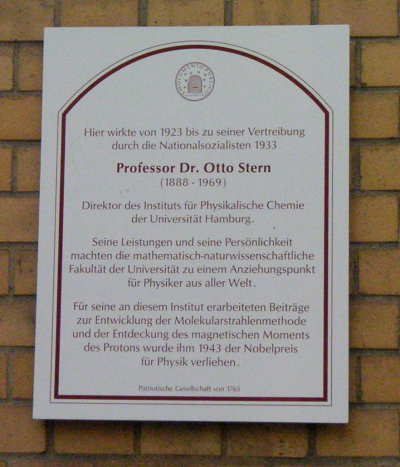
Placa em lembrança a Otto Stern, na Universidade de Hamburgo

Stern nasceu em uma família judia em Sohrau (agora Żory) na província da Silésia, Reino da Prússia no Império Alemão. Seu pai era Oskar Stern (1850-1919), proprietário de um moinho, que vivia em Breslau (hoje Wrocław) desde 1892. Sua mãe, Eugenia nascida Rosenthal (1863-1907), era de Rawitsch (hoje Rawicz), na província prussiana de Posen. Otto Stern tinha um irmão, Kurt, que se tornou um famoso botânico em Frankfurt, e três irmãs. Estudou em Freiburg im Breisgau, Munique e Breslau.
Stern completou seus estudos na Universidade de Breslau em 1912 com uma tese de doutorado em físico-química sob a supervisão de Otto Sackur sobre a teoria cinética da pressão osmótica em soluções concentradas. Seguiu então Albert Einstein para a Charles University em Praga e em 1913 para a ETH Zurich. Stern serviu na Primeira Guerra Mundial fazendo trabalho meteorológico na frente russa enquanto continuava seus estudos e em 1915 recebeu sua Habilitação na Universidade de Frankfurt. Em 1921 se tornou professor da Universidade de Rostock que deixou em 1923 para se tornar diretor do recém-fundado Institut für Physikalische Chemie na Universidade de Hamburgo.
Depois de renunciar ao seu cargo na Universidade de Hamburgo em 1933 por causa dos nazistas Machtergreifung (tomada do poder), encontrou refúgio na cidade de Pittsburgh se tornar um professor de física no Carnegie Institute of Technology. Durante a década de 1930, foi um professor visitante na Universidade da Califórnia, Berkeley.
Como físico experimental, Stern contribuiu para a descoberta da quantização do spin no experimento Stern-Gerlach com Walther Gerlach em fevereiro de 1922 no Physikalischer Verein em Frankfurt am Main; demonstração da natureza ondulatória de átomos e moléculas; medição de momentos magnéticos atômicos; descoberta do momento magnético do próton; e desenvolvimento do método de feixe molecular que é utilizado para a técnica de epitaxia por feixe molecular.
Recebeu o Prêmio Nobel de Física de 1943, o primeiro a ser concedido desde 1939. Foi concedido somente a Stern, "por sua contribuição para o desenvolvimento do método de raio molecular e sua descoberta do momento magnético do próton" (não para o experimento Stern-Gerlach). O prêmio de 1943 foi realmente concedido em 1944.
Depois que Stern se aposentou do Carnegie Institute of Technology, se mudou para Berkeley, Califórnia. Era um visitante regular do colóquio de Física na UC Berkeley. Ele morreu de ataque cardíaco em Berkeley em 17 de agosto de 1969.
A Medalha Stern-Gerlach da Deutsche Physikalische Gesellschaft é concedida por excelência em física experimental, leva seu nome em homenagem a ele e Gerlach.
Sua sobrinha era a cristalógrafa Lieselotte Templeton.